# Рулевое управление

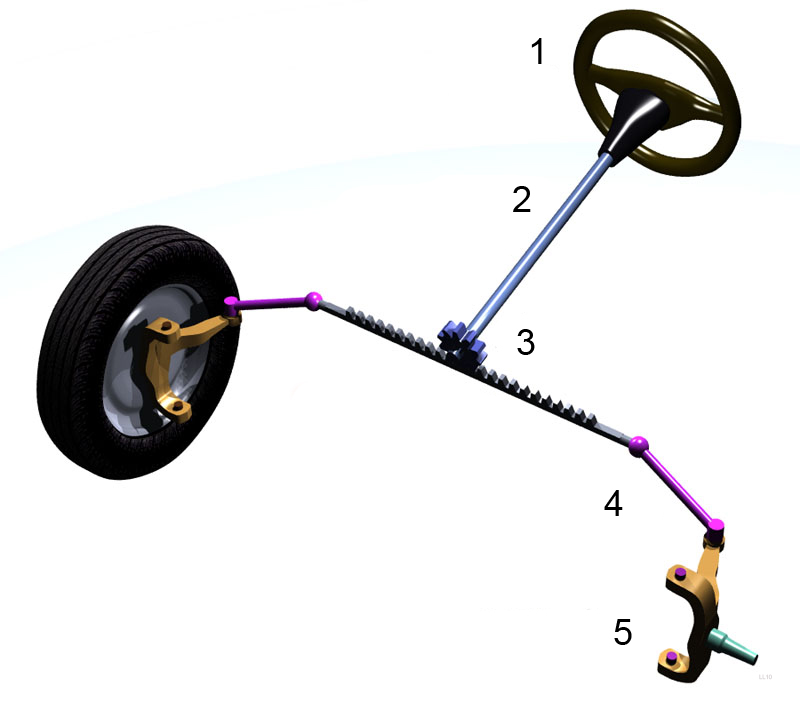
Общий вид рулевого управления легкового автомобиля

Рулевое управление — совокупность механизмов автомобиля или другой колёсной машины (трактора, комбайна, строительной техники, боевых машин), а также шасси самолёта, обеспечивающая движение по заданному водителем направлению. Состоит из рулевого колеса, рулевого механизма и рулевого привода.

## Основные элементы

### Рулевое колесо
Часть рулевого управления, посредством которого водитель изменяет направление движения.

### Рулевая колонка
Часть рулевого управления, передающая вращательное движение от руля на рулевой механизм. В общем случае состоит из рулевого вала, закреплённого через трубу на кузове или раме.

### Рулевой механизм
Часть рулевого управления, преобразующая вращательное движение рулевого колеса в поступательное или поворотное движение элементов рулевого привода. Представляет собой механический редуктор или гидрообъёмный преобразователь крутящего момента.
Одинаково распространены следующие виды рулевых механизмов
- Шестерня — зубчатая рейка — рулевой вал вращает шестерню, зубчатая рейка через тяги поворачивает управляемые колёса.[4] В настоящее время применяется на большинстве легковых автомобилей.
- Червяк — зубчатый сектор — рулевой вал вращает червяк, с которым сопряжён зубчатый сектор или ролик (трение скольжения заменено на трение качения). Перекатываясь по червяку, сектор или ролик поворачивает вал, на котором закреплён такой специфический элемент рулевого привода, как сошка. Через рулевой привод сошка поворачивает управляемые колёса.[5] В настоящее время совместно с гидроусилителем применяется на автомобилях с зависимой передней подвеской.
- Винт — шариковая гайка — рулевой вал вращает винт, тем самым перемещая сопряжённую с винтом шариковую гайку. Перемещаясь по валу гайка поворачивает вал с сошкой, которая в свою очередь через рулевой привод поворачивает управляемые колёса.[6] Механизм применяется в основном на грузовых автомобилях, совместно с гидроусилителем.
- Объёмный гидропривод — рулевое колесо вращает гидрораспределитель, посредством которого поток жидкости от гидронасоса передаёт энергию к объёмному гидродвигателю поступательного движения, который в свою очередь через рулевой привод поворачивает управляемые колёса или полурамы.[7] Механическая связь между рулевым колесом и управляемыми колёсами здесь отсутствует. Применяется на тракторах, строительных и сельскохозяйственных колёсных машинах и в шасси современных самолётов.

Также имеются примитивные виды рулевого управления, когда рулевая сошка установлена прямо на рулевом валу, как на автомобилях типа карт, либо когда рулевой вал связан напрямую с управляемым колесом, как на велосипедах и мотоциклах.

### Рулевой привод
Часть рулевого управления, осуществляющая передачу усилий от рулевого механизма к управляемым колёсам. В общем случае состоит из различных рычажных механизмов, образующих вместе с поворотными кулаками подвески так называемую рулевую трапецию, обеспечивающую синхронизацию поворота обеих колёс оси на заданный угол.

## Рулевое управление автомобилей

### Общий случай
В общем случае управляемой осью автомобиля является передняя ось. 

Отношение углов поворота руля и колёс известно как «Передаточное отношение рулевого управления» и обычно составляет 15:1 … 25:1.

### Системы подруливания задних колёс

Пример работы системы подруливания на скоростях менее и более 40км/ч

4WS (4 Wheel Steering, от англ. 4 управляемых колеса) — система подруливания задних колес у автомобиля. При высокой скорости задние колеса поворачиваются в сторону поворота (так же как и передние колеса), что позволяет увеличить стабильность при резких манёврах (например обгоне). При низкой скорости задние колеса поворачивают в противоположную от поворота сторону (обратно передним колесам), что позволяет увеличить маневренность и уменьшить радиус разворота.

## Рулевое управление тракторов и специальных машин
Как и компоновка трактора, рулевое управление бывает двух основных видов — поворот передних колёс (аналогично автомобилям), и относительный поворот полурам (тракторы К-700, Т-150К) или частей агрегата (одной из которых является одноосный тягач; например, у землевозов). В компоновке (и рулевом управлении) из двух полурам имеются следующие достоинства:
- Унификация, простота и надёжность ведущих мостов — они не содержат узлов поворота колёс.
- Две колеи при любом повороте полурам (задний мост идёт точно по следам переднего), что значительно улучшает проходимость.
- Поворот полурам позволяет плавно перемещать влево-вправо переднее или заднее навесное орудие, что повышает удобство работы.

## Рулевое управление комбайнов и вилочных погрузчиков
Из-за большого веса жатки, и особенностей компоновки, на переднюю часть самоходного зерноуборочного комбайна приходится основная часть веса, поэтому передние колёса выполняют ведущими и большого размера. Ввиду технических сложностей поворота этих колёс, рулевое управление зерноуборочных комбайнов осуществляется задними колёсами небольшого размера. Они также поворачиваются на разные углы (рулевой трапецией), чтобы избежать бокового скольжения, аналогично управлению автомобилей.
Аналогичная ситуация присутствует и у вилочных погрузчиков, так как на передние колеса приходится вес поднимаемого груза. По этой причине большинство таких машин также имеют управляемые колеса сзади.

## Рулевое управление катков (дорожная техника)
Ввиду большой массы переднего цилиндра катка поворачивает он с помощью гидроруля. Руль просто переключает клапаны подачи жидкости в цилиндры поворота катка

## Производители элементов рулевого управления
Кроме производителей оригинальных деталей рулевого управления существует несколько международных производителей, специализирующихся на рынке автозапчастей, например:
- Delphi Corporation
- Wulf Gaertner Autoparts AG
- Robert Bosch GmbH